# Alfa Romeo Racing
Alfa Romeo Racing Orlen és un equip de Fórmula 1 del fabricant italià de cotxes Alfa Romeo, pertanyent al grup automobilístic FCA.

## Història

### Primera etapa (1950 - 1951)

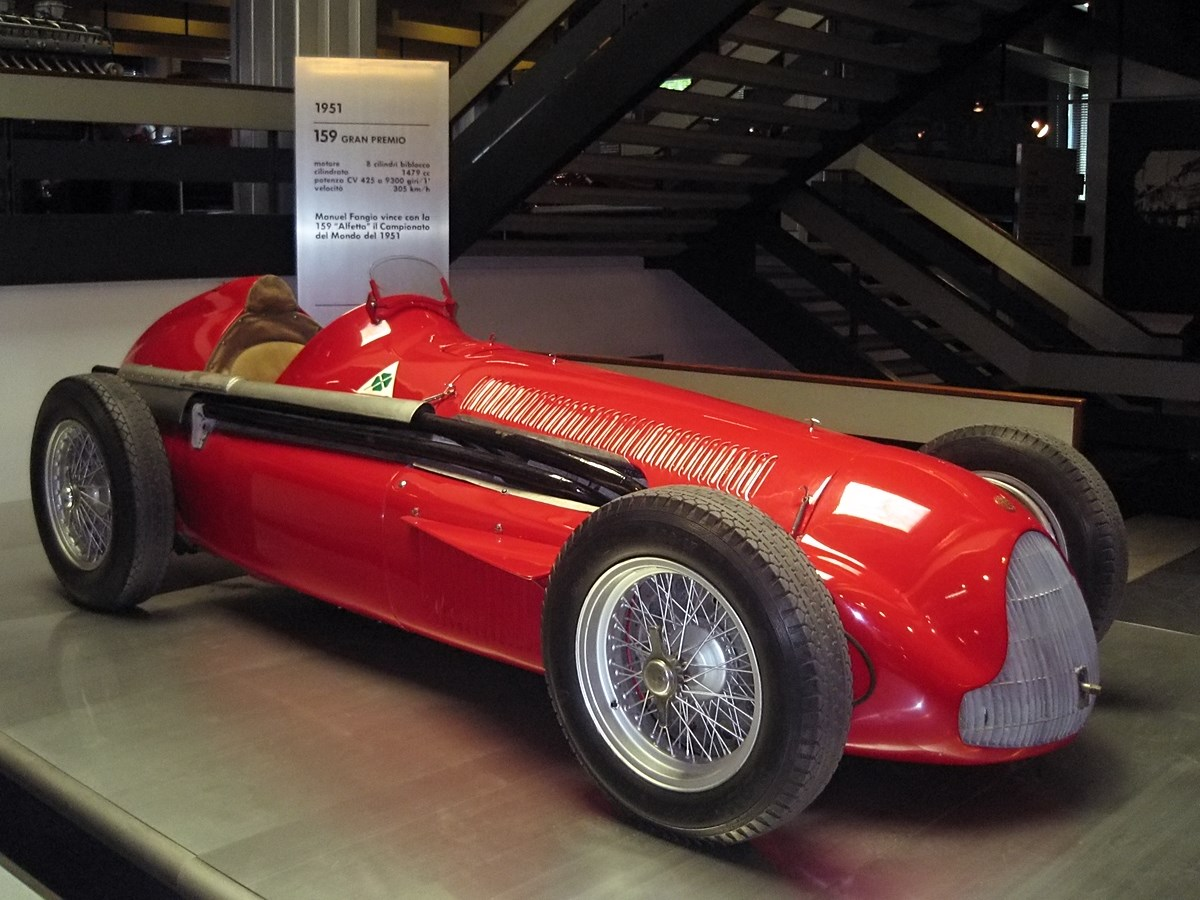
El Alfa Romeo 159.

Alfa Romeo ja va participar (i guanyar) a la primera cursa de la història de la Fórmula 1 disputada el 13 de maig del 1950, el GP de la Gran Bretanya de la temporada 1950.
Aquest mateix any ja va conquerir el mundial de pilots amb Nino Farina. L'any següent va repetir amb Juan Manuel Fangio, però aquest ja va ser l'últim campionat del món que va conquerir.

### Segona etapa (1979 - 1985)

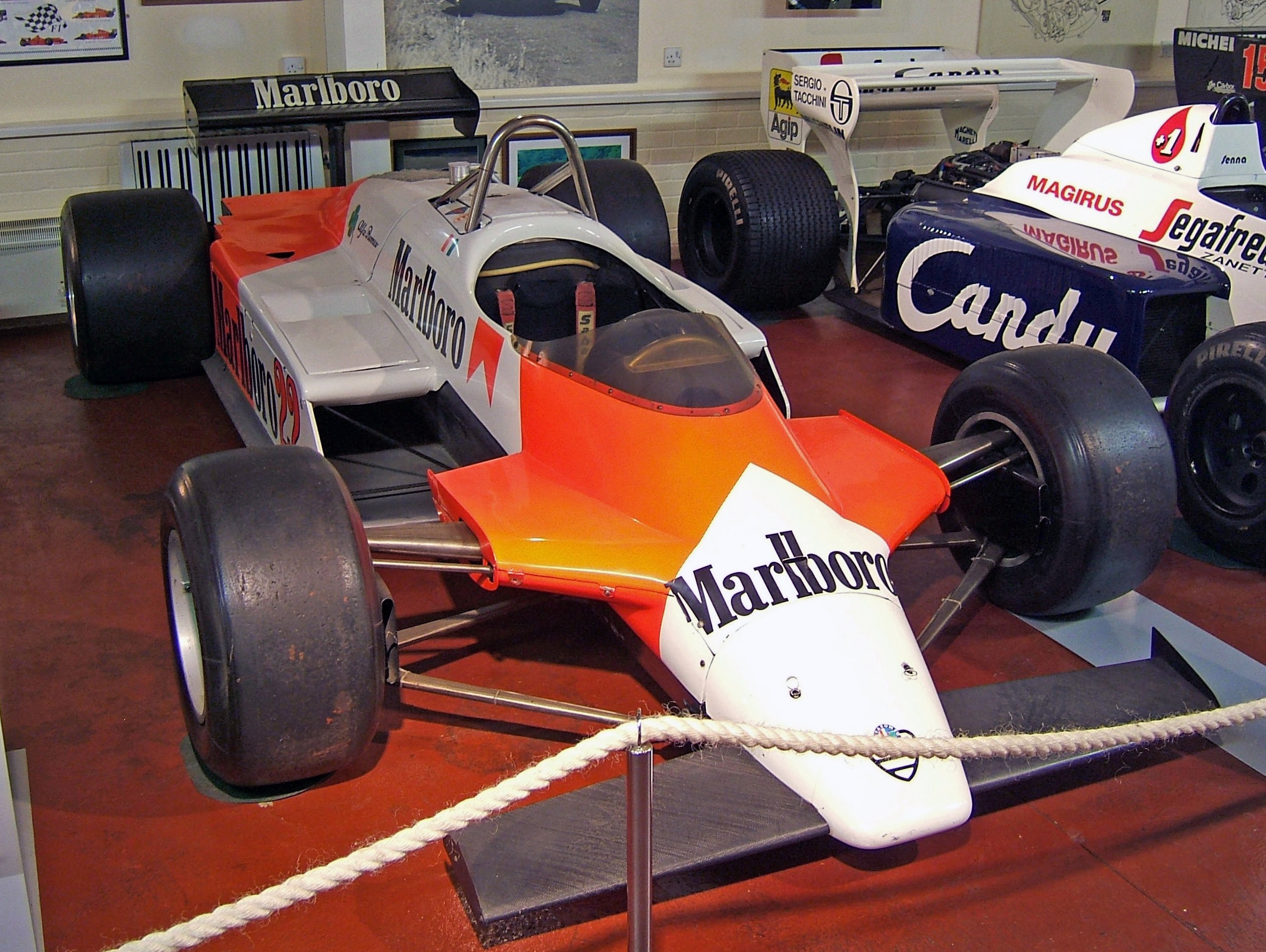
El Alfa Romeo 179 del 1980.

Alfa Romeo tornaria a competir en els anys 80, sense poder repetir els exits de la seva primera etapa.

### Tercera etapa (2019 - actualitat)

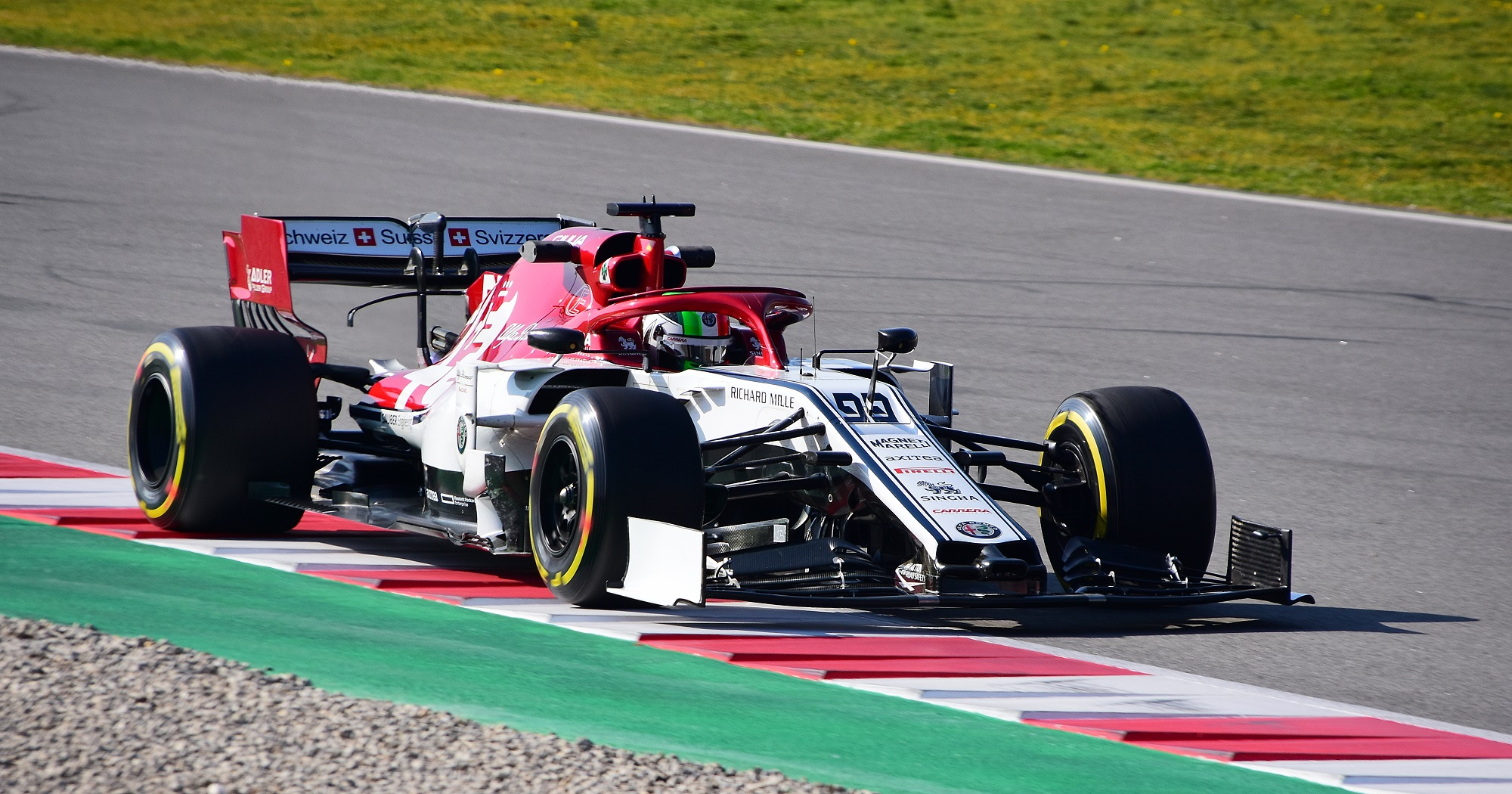
El Alfa Romeo C38 del 2019.

En la temporada 2018, Alfa Romeo va ser el principal patrocinador del equip Sauber i la seguent temporada temporada 2019 compraria l'equip i el renombraria com a Alfa Romeo Racing, l'equip segueix utilitzant els motors Ferrari que ja utilitzaba Sauber ja que a més tant Ferrari com Alfa Romeo pertanyent al mateis grup automobilístic FCA.

## Resultats
| Temporada                                            | Nom                      | Cotxe          | Motor                                             | Pneumàtics | No.     | Conductors | Punts | WCC |
| ---------------------------------------------------- | ------------------------ | -------------- | ------------------------------------------------- | ---------- | ------- | --- | ----- | --- |
| 1950                                                 | Alfa Romeo S.p.A         | 158            | Alfa Romeo 158 1.5 L8 s                           | P          | N/D     | Juan Manuel Fangio Giuseppe Farina Luigi Fagioli Reg Parnell Piero Taruffi Consalvo Sanesi                        | N/D   | N/D |
| 1951                                                 | Alfa Romeo S.p.A         | 159            | Alfa Romeo 158 1.5 L8 s                           | P          | N/D     | Juan Manuel Fangio Giuseppe Farina Luigi Fagioli Felice Bonetto Toulo de Graffenried Consalvo Sanesi Paul Pietsch | N/D   | N/D |
| 1952-1978: Alfa Romeo no competeix com a constructor |                          |                |                                                   |            |         | |       |     |
| 1979                                                 | Autodelta                | 177 179        | Alfa Romeo 115-12 3.0 F12 Alfa Romeo 1260 3.0 V12 | G          | 35. 36. | Bruno Giacomelli Vittorio Brambilla                                                                               | 0     | NC  |
| 1980                                                 | Marlboro Team Alfa Romeo | 179            | Alfa Romeo 1260 3.0 V12                           | G          | 22. 23. | Patrick Depailler Vittorio Brambilla Andrea de Cesaris Bruno Giacomelli                                           | 4     | 11  |
| 1981                                                 | Marlboro Team Alfa Romeo | 179B 179C 179D | Alfa Romeo 1260 3.0 V12                           | M          | 22. 23. | Mario Andretti Bruno Giacomelli                                                                                   | 10    | 9   |
| 1982                                                 | Marlboro Team Alfa Romeo | 179D 182       | Alfa Romeo 1260 3.0 V12                           | M          | 22. 23. | Andrea de Cesaris Bruno Giacomelli                                                                                | 7     | 10  |
| 1983                                                 | Marlboro Team Alfa Romeo | 183T           | Alfa Romeo 890T 1.5 V8 t                          | M          | 22. 23. | Andrea de Cesaris Mauro Baldi                                                                                     | 18    | 6   |
| 1984                                                 | Benetton Team Alfa Romeo | 184T           | Alfa Romeo 890T 1.5 V8 t                          | G          | 22. 23. | Riccardo Patrese Eddie Cheever                                                                                    | 11    | 8   |
| 1985                                                 | Benetton Team Alfa Romeo | 185T 184TB     | Alfa Romeo 890T 1.5 V8 t                          | G          | 22. 23. | Riccardo Patrese Eddie Cheever                                                                                    | 0     | NC  |
| 1986-2018: Alfa Romeo no competeix com a constructor |                          |                |                                                   |            |         | |       |     |
| 2019                                                 | Alfa Romeo Racing        | C38            | Ferrari 064 1.6 V6 t                              | P          | 7. 99.  | Kimi Räikkönen Antonio Giovinazzi                                                                                 | 57    | 8   |
| 2020                                                 | Alfa Romeo Racing Orlen  | C39            | Ferrari 065 1.6 V6 t                              | P          | 7. 99.  | Kimi Räikkönen Antonio Giovinazzi                                                                                 | 8     | 8   |
| 2021                                                 | Alfa Romeo Racing Orlen  | C41            | Ferrari 065/6 1.6 V6 t                            | P          | 7. 99.  | Kimi Räikkönen Antonio Giovinazzi                                                                                 | 13    | 9   |
| 2022                                                 | Alfa Romeo Racing Orlen  |                | Ferrari 1.6 V6 t                                  | P          |         | Valtteri Bottas Guanyu Zhou                                                                                       | N/D   | N/D |
| Font:                                                |                          |                |                                                   |            |         | |       |     |

### Pilots campions
Dos pilots han guanyat campionats de pilots amb Alfa Romeo.
- Giuseppe Farina (1950)
- Juan Manuel Fangio (1951)